# 레닌 훈장

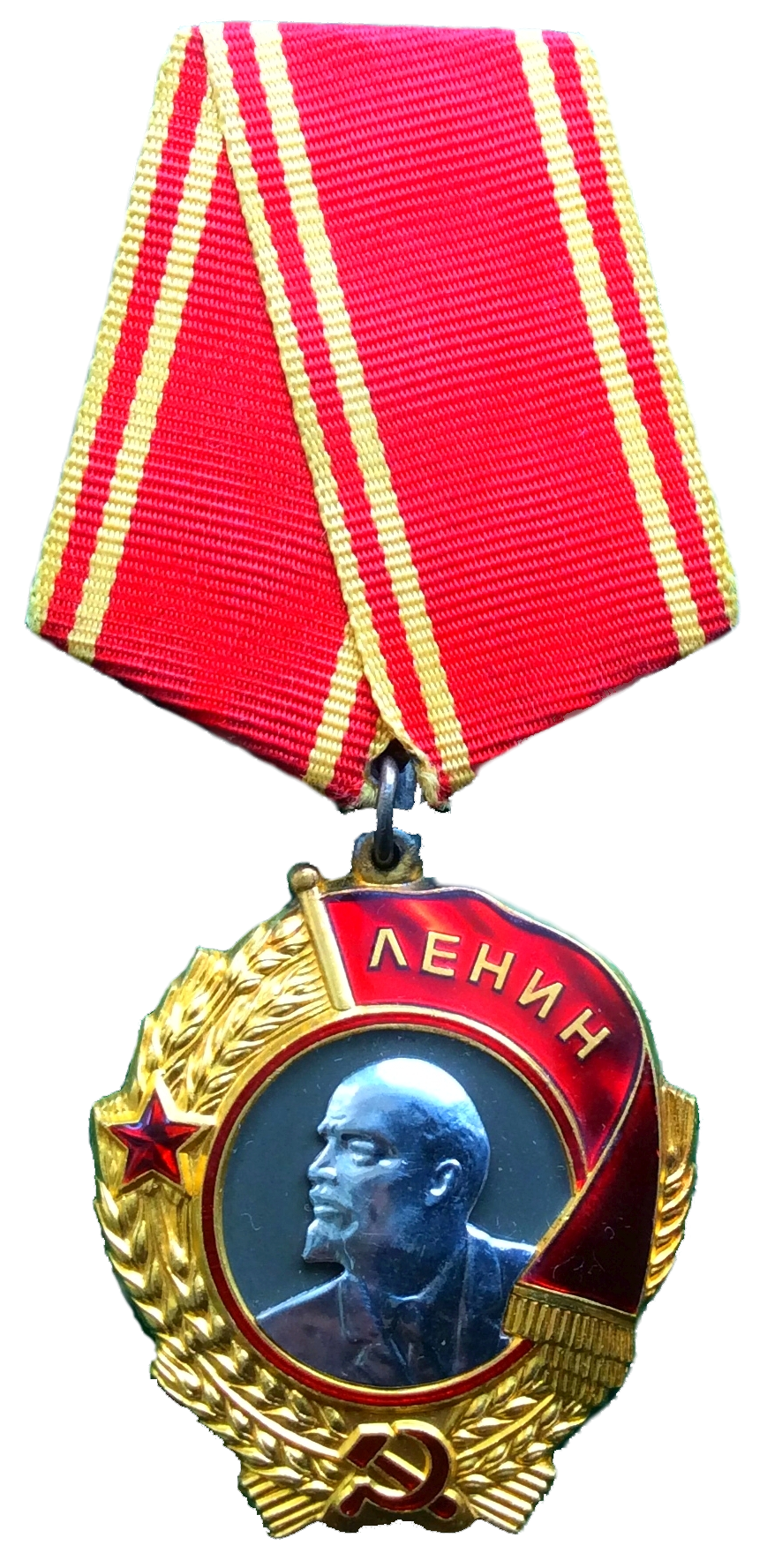

레닌 훈장(러시아어: Орден Ленина 오르덴 레니나[*])은 소련의 민사 겸 군사 훈장으로, 영웅칭호나 명예칭호가 아닌 단순 "훈장" 중에서는 가장 격이 높은 훈장이었다. 수여 기준은 다음과 같았다.
- 국가에 탁월한 봉사를 한 민간인
- 모범적 복무를 한 군부 구성원
- 인민들 사이에 우애와 협력을 증진하고 평화를 공고히 하는 데 노력한 자
- 소비에트 국가 및 사회에 공훈을 세운 자[1]

1944년에서 1957년 사이에는 25년간 복무한 군인에게 근속상으로 주어지기도 했다.
소비에트 연방영웅이나 사회주의 노동영웅 칭호를 수여받은 사람은 영웅칭호를 받으면서 동시에 레닌 훈장도 수훈받았다. 또 개인 뿐 아니라 도시, 국영기업, 공장, 지역, 군부대, 군함도 수훈 대상이 될 수 있었다.
레닌 훈장은 1930년 4월 6일 중앙집행위에 의해 제정되었다.

## 같이 보기
- 김일성훈장